# Thaleropia hypargyrea
Thaleropia hypargyrea är en myrtenväxtart som först beskrevs av Friedrich Ludwig Diels, och fick sitt nu gällande namn av Peter G.Wilson. Thaleropia hypargyrea ingår i släktet Thaleropia och familjen myrtenväxter. Inga underarter finns listade i Catalogue of Life.